# Indexmineral
Ett indexmineral används inom geologin för att bedöma graden av metamorfos som en bergart har utsatts för. Beroende på den ursprungliga sammansättningen av protolit (ursprungsbergarten) och det tryck och temperatur som den utsatts för så har kemiska reaktioner skapat nya mineraler. När ett indexmineral återfinns i en metamorferad bergart så indikerar det lägsta tryck och temperatur som protoliten måste ha utsatts för, för att mineral ska ha kunnat formas. Ju högre tryck och temperatur som mineralen formats i, desto högre grad är bergarten. 

## Mineralzoner
Lerskiffer är en finkornig sedimentär bergart som ofta innehåller aluminium-rika mineraler. Den utvecklas till följande mineraler under metamorfos, från lägst till högst grad. :
- Kloritzonen: kvarts, klorit, muskovit, albit
- Biotitzonen: kvarts, muscovit, biotit, klorit, albit
- Granatzonen: kvarts, muscovit, biotit, granat, Na plagioklas
- Staurolitzonen: kvarts, muscovit, biotit, granat, staurolit, plagioklas
- Kyanitzonen: kvarts, muscovit, biotit, granat, kyanit, plagioklas, +/- staurolit
- Silimanitzonen: kvarts, muscovit, biotit, granit, sillimanit, plagioklas